# Lydia Mamakwa
Lydia Mamakwa (* ca. 1957 in Big Beaver House, Ontario) ist eine Bischöfin der Anglikanischen Kirche von Kanada. Sie ist eine Oji-Cree. Als erste anglikanische Priesterin der First Nations wurde sie in den Episkopat aufgenommen.

## Biografie

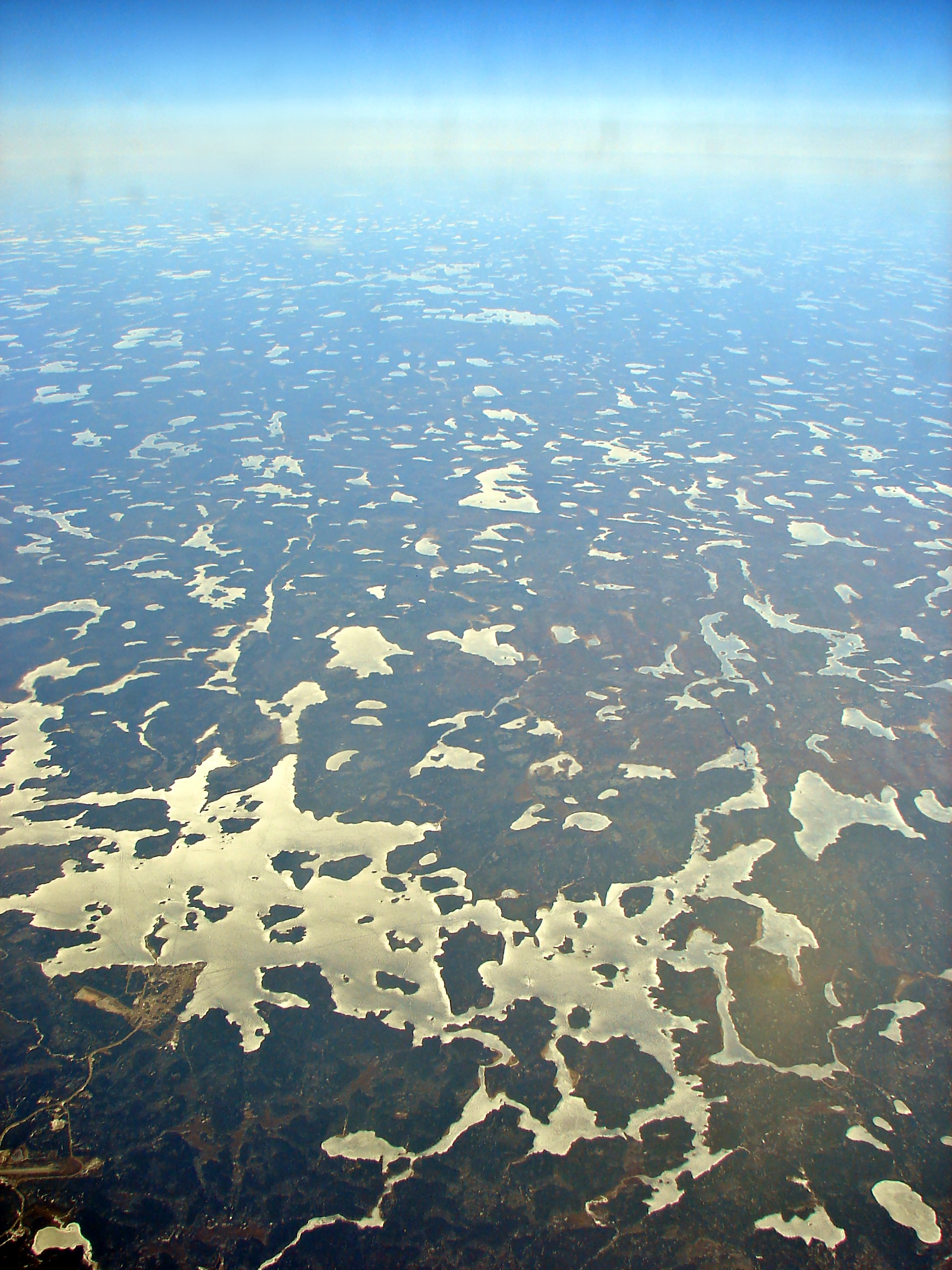
Das Gebiet der Kingfisher Lake First Nation. Unten links am Seeufer die Siedlung Kingfisher Lake, zugleich Bischofssitz

Lydia Mamakwa verbrachte ihre frühe Kindheit in einem isolierten Ort im Norden Ontarios. Im Mai 1965 zogen alle Einwohner, und so auch das achtjährige Mädchen mit seiner Familie, von hier fort. Sie ließen sich im Indian reserve Kingfisher First Nation nieder. Mamakwa lebte gemeinsam mit ihren sehr religiösen Großeltern in einer Hütte und wurde dadurch geprägt, dass ihr Großvater Morgen- und Abendgebete nach dem Book of Common Prayer in der Cree-Sprache verrichtete.
Mit 14 Jahren besuchte Mamakwa eine mennonitische Internatsschule (Residential School), die Poplar Hill School (Northern Gospel Light Mission). Im Rückblick hob Mamakwa die tägliche Beschäftigung mit der Bibel und das Singen von Kirchenliedern als etwas Wertvolles hervor. Auch praktische hauswirtschaftliche Kenntnisse seien vermittelt worden. Erst später sei ihr die negative Seite dieses Unterrichts bewusst geworden: „Man brachte uns dazu, dass wir unsere eigene Kultur als etwas wahrnahmen, das nicht gut war.“
Mamakwa kehrte nach ihrer Schulzeit in das Indian reserve zurück und heiratete. Das Paar hatte einen Sohn. Jahre später setzte Mamakwa ihre Schulausbildung fort. Sie nahm an einem Training für indigene anglikanische Geistliche teil und erhielt ein Diplom in anglikanischer indigener Theologe. 23 Jahre war sie als Pfarrerin in der Kingfisher First Nation tätig, bevor sie 2010 zur Bischöfin geweiht wurde.
2014 wurde die Diözese Indigenous Spiritual Ministry of Mishamikoweesh gegründet. Sie umfasst ein dünn besiedeltes Gebiet im Norden der aufgelösten Diözese Keewatin (Nordwesten Ontarios und Norden Manitobas), das vor allem von Gemeinden der First Nations bewohnt wird. Mamakwa, die hier bereits als Suffraganbischöfin amtierte, wurde von Delegierten aus 16 Gemeinden der First Nations als erste Bischöfin der neuen Diözese Mishamikoweesh gewählt und am 4. Juni 2014 in ihr Amt eingeführt.
Mamakwa ist Mitglied des Anglikanischen Rates für Indigene Völker (ACIP) und des Komitees für ökologische Gerechtigkeit ihrer Kirche.
2015 erhielt Mamakwa die Ehrendoktorwürde des Wycliffe College an der Universität von Toronto.